# Stockholm Open 2019 - Qualificazioni singolare
Le qualificazioni del singolare dello Stockholm Open 2019 sono state un torneo di tennis preliminare per accedere alla fase finale della manifestazione. I vincitori dell'ultimo turno sono entrati di diritto nel tabellone principale. In caso di ritiro di uno o più giocatori aventi diritto a questi sono subentrati i lucky loser, ossia i giocatori che hanno perso nell'ultimo turno ma che avevano una classifica più alta rispetto agli altri partecipanti che avevano comunque perso nel turno finale.

## Teste di serie
1. Tommy Paul (qualificato)
2. Alexei Popyrin (qualificato)
3. Chung Hyeon (primo turno)
4. Gianluca Mager (ultimo turno, lucky loser)

1. Dennis Novak (qualificato)
2. Yūichi Sugita (ultimo turno, lucky loser)
3. Ernests Gulbis (primo turno, ritirato)
4. Oscar Otte (ultimo turno, lucky loser)

## Qualificati
1. Tommy Paul
2. Alexei Popyrin

1. Cedrik-Marcel Stebe
2. Dennis Novak

### Lucky loser
1. Yūichi Sugita
2. Oscar Otte

1. Gianluca Mager

## Tabellone

### Legenda
| - Q = Qualificato - WC = Wild card - LL = Lucky loser | - ALT = Alternate - SE = Special Exempt - PR = Protected Ranking | - w/o = Walkover - r = Ritirato - d = Squalificato |

### Sezione 1
|  | Primo turno | Primo turno     | Primo turno     | Primo turno | Primo turno |  |  | Ultimo turno | Ultimo turno | Ultimo turno | Ultimo turno | Ultimo turno |  |
|  |             |                 |                 |             |             |  |  |              |              |              |              |              |  |
|  | 1           | Tommy Paul      | Tommy Paul      | 6           | 6           |  |  |              |              |              |              |              |  |
|  | Alt         | Markus Eriksson | Markus Eriksson | 1           | 1           |  |  | 1            | Tommy Paul   | Tommy Paul   | 6            | 6            |  |
|  | WC          | Lucas Renard    | Lucas Renard    | 7           |             |  |  | WC           | Lucas Renard | Lucas Renard | 4            | 3            |  |
|  | 7           | Ernests Gulbis  | Ernests Gulbis  | 5           | r           |  |  |              |              |              |              |              |  |

### Sezione 2
|  | Primo turno | Primo turno    | Primo turno    | Primo turno | Primo turno |  |  | Ultimo turno | Ultimo turno   | Ultimo turno | Ultimo turno | Ultimo turno |  |
|  |             |                |                |             |             |  |  |              |                |              |              |              |  |
|  | 2           | Alexei Popyrin | Alexei Popyrin | 7           | 7           |  |  |              |                |              |              |              |  |
|  |             | Tobias Kamke   | Tobias Kamke   | 5           | 6(1)        |  |  | 2            | Alexei Popyrin | 1            | 6            | 6            |  |
|  |             | Enzo Couacaud  | Enzo Couacaud  | 2           | 4           |  |  | 6            | Yūichi Sugita  | 6            | 2            | 3            |  |
|  | 6           | Yūichi Sugita  | Yūichi Sugita  | 6           | 6           |  |  |              |                |              |              |              |  |

### Sezione 3
|  | Primo turno | Primo turno         | Primo turno | Primo turno | Primo turno |  |  | Ultimo turno | Ultimo turno        | Ultimo turno | Ultimo turno | Ultimo turno |  |
|  |             |                     |             |             |             |  |  |              |                     |              |              |              |  |
|  | 3           | Chung Hyeon         | 6           | 3           | 3           |  |  |              |                     |              |              |              |  |
|  |             | Cedrik-Marcel Stebe | 3           | 6           | 6           |  |  |              | Cedrik-Marcel Stebe | 6            | 4            | 6            |  |
|  |             | Tommy Robredo       | 0           | 6           | 1           |  |  | 8            | Oscar Otte          | 4            | 6            | 1            |  |
|  | 8           | Oscar Otte          | 6           | 4           | 6           |  |  |              |                     |              |              |              |  |

### Sezione 4
|  | Primo turno | Primo turno    | Primo turno    | Primo turno | Primo turno |  |  | Ultimo turno | Ultimo turno   | Ultimo turno   | Ultimo turno | Ultimo turno |  |
|  |             |                |                |             |             |  |  |              |                |                |              |              |  |
|  | 4           | Gianluca Mager | Gianluca Mager | 6           | 7           |  |  |              |                |                |              |              |  |
|  | WC          | Simon Yitbarek | Simon Yitbarek | 2           | 5           |  |  | 4            | Gianluca Mager | Gianluca Mager | 1            | 5            |  |
|  |             | Viktor Troicki | Viktor Troicki | 5           | 1           |  |  | 5            | Dennis Novak   | Dennis Novak   | 6            | 7            |  |
|  | 5           | Dennis Novak   | Dennis Novak   | 7           | 6           |  |  |              |                |                |              |              |  |